# Sabulodes exhornata
Sabulodes exhornata là một loài bướm đêm trong họ Geometridae.